# Jan Michael Sprenger

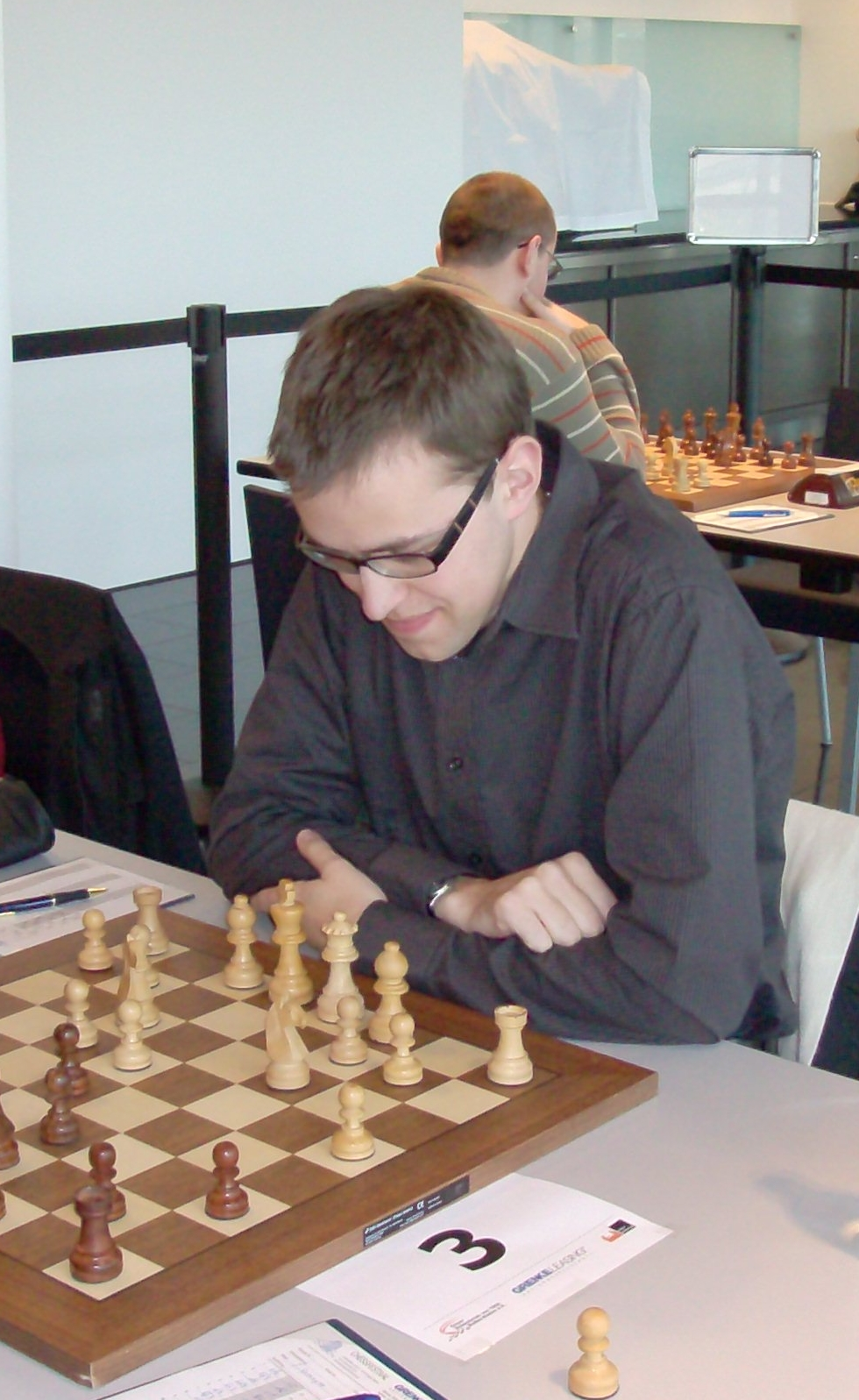
J.M. Sprenger (2007)

Jan Michael Sprenger (Keulen, 26 november 1982) is een in Turijn woonachtige Duitse schaker met een FIDE-rating van 2519 in 2016. Hij is, sinds 2001, een internationaal meester (IM).
Sprenger leerde op zesjarige leeftijd schaken, zijn eerste schaakvereniging was Klub Kölner Schachfreunde. In 1996 won hij in Schöneck met het team van Noordrijn-Westfalen het Duitse jeugdkampioenschap en hij ontving een prijs voor zijn individuele resultaat. In 2002 speelde hij met het Duitse nationale team in de Mitropacup 2002 in Leipzig. In februari 2005 speelde Sprenger mee in het toernooi om het kampioenschap van Duitsland en eindigde daarbij met 5.5 uit 9 op de tiende plaats.
Sprenger studeerde wiskunde en filosofie aan de universiteit van Bonn. Van september 2008 tot oktober 2017 werkte hij als wetenschapsfilosoof aan de Tilburg University. In 2017 aanvaardde hij een positie als professore ordinario aan de Universiteit van Turijn, waar hij sinds november 2017 werkt.
In de Duitse bondscompetitie 2005-2006 behaalde Sprenger een grootmeesternorm. Zijn tweede en derde grootmeesternorm behaalde hij met het Leidse Schaakgenootschap in de European Club Cup 2016 en 2017.
Zijn tot heden hoogste rating 2537 had hij van januari tot april 2008.

## Schaakverenigingen
Na gespeeld te hebben bij de Klub Kölner Schachfreunde, ging Sprenger in 2002 over naar Godesberger SK, waarmee hij in de seizoenen 2002/03, 2005/06 en 2007/08 in de Duitse bondscompetitie speelde. Vanaf seizoen 2015/16 speelt hij voor Schachfreunde Berlin in de hoogste klasse van de Duitse competitie. In de Nederlandse Meesterklasse speelde hij van 2007 tot 2009 voor Utrecht, van 2011 tot 2013 voor de Stukkenjagers uit Tilburg, waarmee hij in 2012 ook deelnam aan het toernooi om de European Club Cup. Sinds 2013 speelt hij voor het Leidsch Schaakgenootschap, waarmee hij in 2014 en 2015 deelnam aan het toernooi om de European Club Cup. In de Belgische competitie speelde Sprenger van 2004 tot 2009 voor Cercle Royal d' Echecs de Liège waarmee hij in 2007 het clubkampioenschap van België won. In de Oostenrijkse bondscompetitie speelde hij van 2005 tot 2008 voor ASVÖ Wulkaprodersdorf, waarmee hij in 2006 deelnam aan het toernooi om de European Club Cup, in de Kroatische competitie speelt hij sinds 2012 aan bord 1 of 2 van ŠK Brda Split.

## Externe koppelingen
- (en)   Informatie over schaakpartijen van Jan Michael Sprenger op ChessGames.com
- (en)   Informatie over schaakpartijen van Jan Michael Sprenger op 365chess.com
- (en)  FIDE-ratinggegevens voor Jan Michael Sprenger
- website van Jan Sprenger